# مجورچیه (کرایوو)
مجورچیه (به صربی: Međurečje) یک منطقهٔ مسکونی در صربستان است که در کرالیفو واقع شده‌است.